# 岐阜県道485号平湯久手線
岐阜県道485号平湯久手線（ぎふけんどう485ごう ひらゆくてせん）は、岐阜県高山市内を通る一般県道（岐阜県道）である。かつては国道158号の一部だった。

## 概要

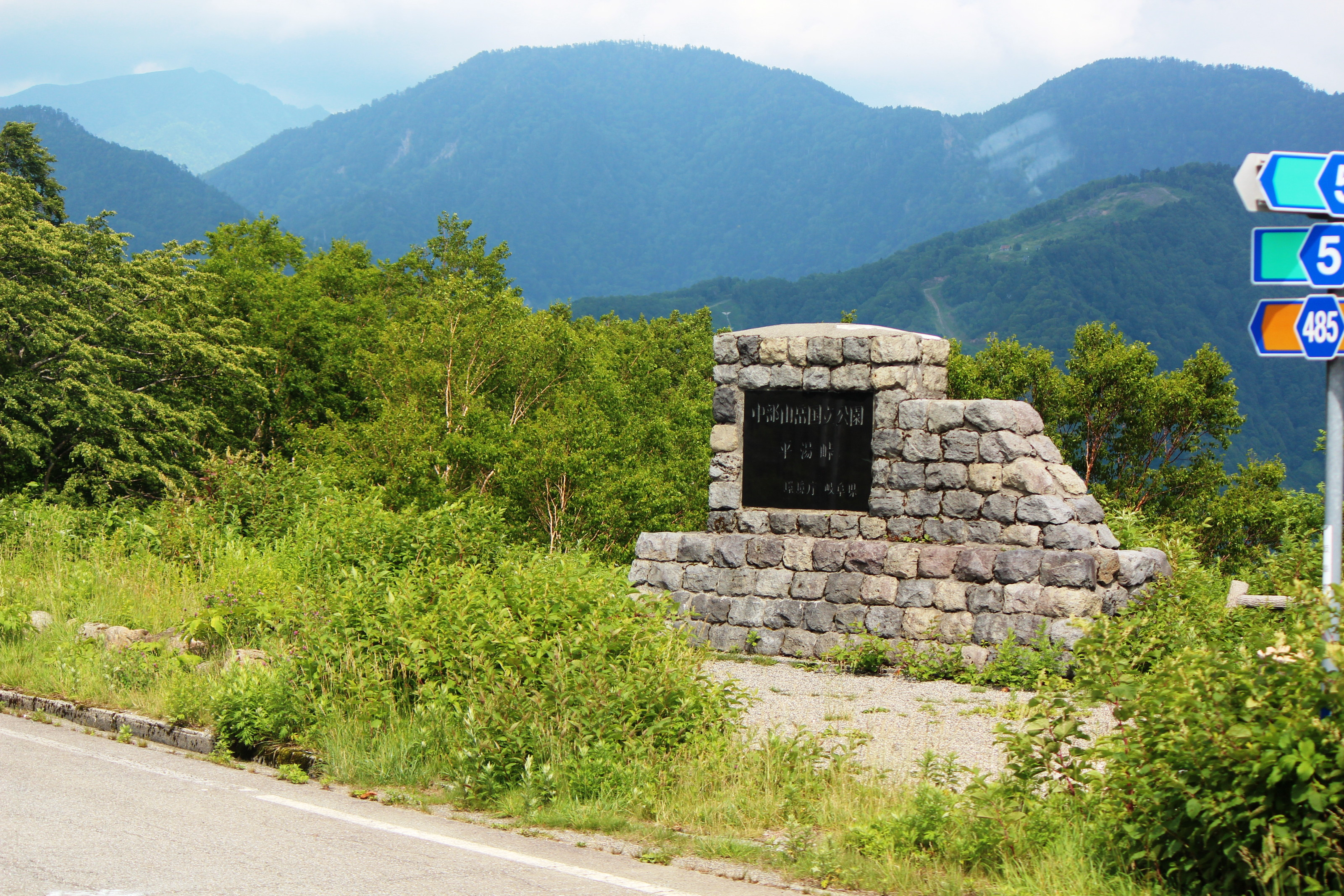
終点の平湯峠

### 路線データ
- 起点：岐阜県高山市奥飛騨温泉郷平湯（国道158号交点）
- 終点：岐阜県高山市丹生川町久手（岐阜県道5号乗鞍公園線交点）

## 沿革
- 1977年（昭和52年）2月27日 ： 認定[1]

## 地理

### 通過する自治体
- 岐阜県
  - 高山市

### 接続する道路
- 国道158号（高山市奥飛騨温泉郷平湯）
- 岐阜県道5号乗鞍公園線（乗鞍スカイライン）（高山市丹生川町久手、平湯峠）

### 周辺
- 平湯温泉（奥飛騨温泉郷）
- 中部縦貫自動車道（安房峠道路） 平湯インターチェンジ
- 平湯大滝公園
- 乗鞍岳